# Clive Charles
Clive Michael Charles (Barking, 3 ottobre 1951 – Portland, 26 agosto 2003) è stato un allenatore di calcio e calciatore inglese, di ruolo difensore.

## Carriera

### Giocatore
Charles nasce a Londra, in Inghilterra, nel 1951 ed era il più giovane di nove figli. Cresce calcisticamente giocando per le strade del suo quartiere fino a quando all'età di dodici anni inizia a giocare nel West Ham. All'età di 17 anni esordisce con la maglia della prima squadra.
Trovando poco spazio, dal 1971 al 1972, viene ceduto in prestito al Montréal Olympique, club che militava nella North American Soccer League. Durante l'esperienza canadese conosce la sua futura moglie Clarena anche se dopo tale esperienza calcistica torna a giocare in Inghilterra.
Nel 1974 viene ceduto a titolo definitivo al Cardiff City, militante nella seconda serie del campionato di calcio inglese, giocando le ultime 8 partite di campionato. Anche se il Cardiff retrocede nella Football League One, Charles decide di rimanere e viene premiato con la fascia di capitano a soli 23 anni. Nel 1976 il Cardiff City torna nella Football League Championship, mentre Charles lascia il club l'anno dopo, con più di cento partite disputate con tale squadra.
Nel 1978 torna a giocare nella NASL con la maglia dei Portland Timbers, con i quali gioca fino al 1981 quando la sua carriera comincia ad essere contrastata da molteplici infortuni ed infatti viene ceduto poi al Pittsburgh Spirit ed in seguito ai Los Angeles Lazers dove conclude la carriera nel 1983.

### Allenatore
Dopo aver allenato i giovani calciatori nella Reynolds High School per tre anni, dal 1986 al 2003, anno della sua morte, ha allenato il team maschile e il team femminile della University of Portland. Durante il suo lavoro alla University of Portland, Charles allenò anche la selezione americana femminile under-20 e la squadra olimpica americana maschile che partecipò ai Giochi della XXVII Olimpiade di Sydney.
Il 26 agosto 2003 muore di carcinoma della prostata e lo stesso anno venne inserito nella Oregon Sports Hall of Fame.

## Palmarès

### Giocatore

#### Competizioni nazionali
- Coppa del Galles: 1

Cardiff City: 1975-1976